# Элк-Рапидс

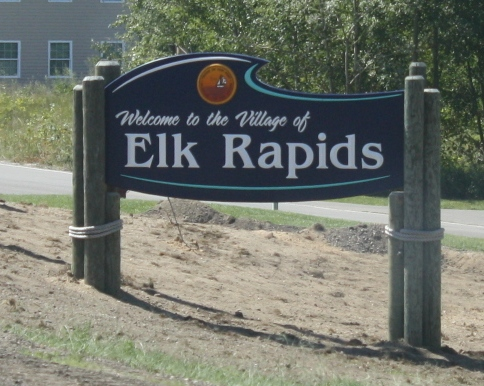
знак на въезде в деревню

Элк-Рапидс (англ. Elk Rapids) — населённый пункт в штате Мичиган, США.
Элк-Рапидс является крупнейшим инкорпорированным сообществом в округе Антрим, с населением 1529 человек по данным переписи 2020 года. Элк-Рапидс расположена в одноимённом тауншипе, на юго-западе округа Антрим, на берегу залива Гранд-Траверс, который является частью озера Мичиган. Населённый пункт находится примерно в 12 милях (19 километрах) к юго-западу от Беллера, административного центра округа, и примерно в 13 милях (21 километре) к северо-востоку от Траверс-Сити, крупнейшего города в Северном Мичигане.

## История
Первым поселенцем в районе Элк-Рапидс был Абрам С. Уодсворт из Коннектикута. Уодсворт основал поселение в 1852 году и назвал его Стивенс. Почтовое отделение было открыто в 1854 году. Четыре года спустя, в 1858 году, Уодсворт переименовал поселение в Элк-Рапидс. По его словам, он нашёл пару рогов лося возле устья реки, которая позже получила название Элк. В 1863 году был образован округ Антрим, и Элк-Рапидс стал его административным центром. Однако в 1879 году административный центр был перенесён в Беллер. В 1892 году Элк-Рапидс стал станцией на ветке железной дороги Чикаго и Западного Мичигана. В 1900 году Элк-Рапидс был инкорпорирован как деревня.

## География
Согласно данным Бюро переписи населения США, общая площадь Элк-Рапидс составляет 5,21 квадратного километра, из которых 4,27 квадратного километра — это суша, а 0,93 квадратного километра — вода.
Элк-Рапидс расположен на перешейке. К востоку от населённого пункта находится озеро Элк, которое является 15-м по величине внутренним озером в Мичигане. К западу от Элк-Рапидс находится восточный рукав залива Гранд-Траверс, большого залива озера Мичиган. Река Элк протекает через населённый пункт, разделяя его пополам, от озера Элк до залива Гранд-Траверс.
Элк-Рапидс находится примерно в 3,2 километрах к северу от границы округа Гранд-Траверс.

## Климат
Элк-Рапидс характеризуется влажным континентальным климатом, классифицируемым как Dfb по классификации климата Кёппена. Этот климатический регион известен значительными сезонными колебаниями температуры, с теплым или жарким и часто влажным летом и холодной, иногда очень холодной, зимой.

## Достопримечательности
Пляж залива Гранд-Траверс
Парк Элк-Рапидс
Музей Элк-Рапидс
Исторический центр Элк-Рапидс
Фестиваль Элк-Рапидс

## Примечание
1. ↑  United States. Bureau of the Census 2016 U.S. Gazetteer Files (англ.) — Washington, D.C.: U.S. Census Bureau, 2016.
2. ↑  United States. Bureau of the Census 2010 U.S. Gazetteer Files (англ.) — Washington, D.C.: U.S. Census Bureau, 2010.
3. ↑  Перепись населения США 2020 года / под ред. Бюро переписи населения США
4. ↑  Elk Rapids Historical Museum (Elk Rapids) - Bezoekersinformatie & Recensies - WhichMuseum (нидерл.). whichmuseum.nl. Дата обращения: 1 февраля 2025.
5. ↑  About the Festival (англ.). Elk Rapids Harbor Days. Дата обращения: 1 февраля 2025.